# Åle
Åle - den gamle stavemåde Aale er lokalt den mest anvendte - er en by i Østjylland med 572 indbyggere  (2024), beliggende 4 km vest for Rask Mølle, 7 km nordøst for Tørring, 20 km vest for Horsens og 22 km nordvest for Hedensted. Byen hører til Hedensted Kommune og ligger i Region Midtjylland.

## Lokalområdet
Aale hører til Aale Sogn, og Aale Kirke ligger i byen. Åle Bæk løber gennem byen og munder ud i Gudenåen 1 km øst for byen. Aale Borgerforening administrerer en teltplads ½ km sydøst for byen for kanofarere på Gudenåen.
Aale Sogn udgør sammen med Linnerup Sogn ét pastorat. I Linnerup Sogn ligger landsbyen Hjortsvang med forsamlingshus og landsbymuseet Hjortsvang Museum.
Aale og Hjortsvang har lokalråd fælles med Hammer Sogn, hvor Kovtrupgård Naturcenter ligger i den gamle studedriverkro tæt ved Gudenåens og Skjern Å's udspring i Tinnet Krat. I den gamle nedlagte skole ligger nu Hærvejens Lejrskole.
Aale-Hjortsvang-Hammer var i 2012 en af de tre finalister i Hedensted Kommunes konkurrence om "Årets lokalområde".

## Faciliteter
Aale Hjortsvang Skole, der har SFO, og børnehaven Kernehuset blev i januar 2013 slået sammen til den fælles institution Aale Hjortsvang Børneby. Skolen har ca. 90 elever, fordelt på 0.-6. klassetrin.
Kultur- og idrætshuset Aale-Hjortsvang Minihal blev i 2004-05 opført af frivillig arbejdskraft fra Aale og Hjortsvang. Åle Ungdoms- og Idrætsforening (ÅUI) tilbyder fodbold, gymnastik, zumba, basketball, floorball, badminton, håndbold og løb. Desuden findes gymnastikforeningen Columna og Aale Petanque Klub.
Aale Forsamlingshus kan rumme 150 personer. Brugsen lukkede i 2009. En forening overtog i 2011 den 2.000 m² store Brugs-grund og arbejder på at skabe nyt liv i bymidten.

## Historie
Navnet Aale forekommer 1432 i formen Aall.
I 1904 beskrives Aale således: "Aale med Kirke, Præstegd., Skole (indrettet 1894 i en tidligere Pigehøjskole, som var oprettet 1867 og nedlagdes 1891), privat Pogeskole, Forsamlingshus (opf. 1882), Andelsmejeri og Fattiggaard (paa Aale Mark, opr. 1883, Plads for 50 Lemmer)".

### Jernbanen
Aale og Hjortsvang fik jernbanestationer på Horsens Vestbaner fra 1929, hvor Horsens-Tørring Banen fik en sidebane fra Rask Mølle til Ejstrupholm. Horsens Vestbaner indstillede persontrafikken i 1957 og blev helt nedlagt i 1962.
De to stationsbygninger er bevaret på Nyvej 15 i Aale og Hjortsvangvej 19 i Hjortsvang, sidstnævnte med et autentisk varehus. I forlængelse af Gudenåvej i Aale går en sti på banetracéet over Gudenåen på den gamle jernbanebro ved teltpladsen og gennem Rask Skov.